# Grigri

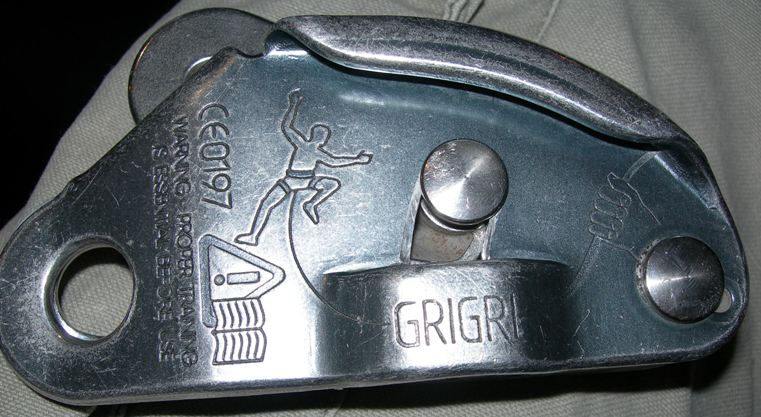
"Grigri"

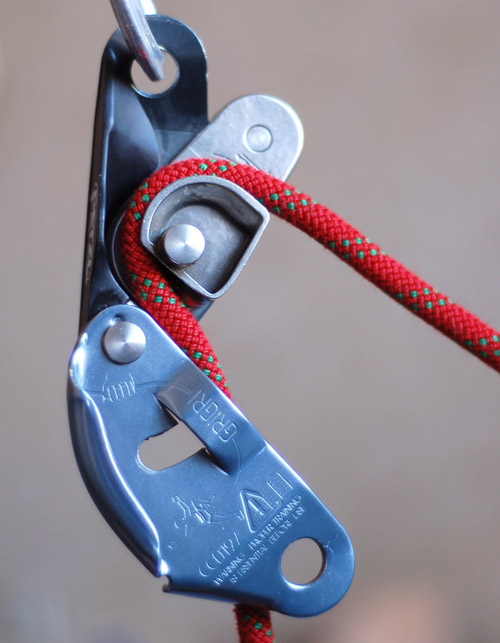
Otevřené Grigri s vloženým lanem

Grigri je jisticí prostředek s asistovanou brzdicí silou používaný v horolezectví pro jištění na jednoduchém laně. Je opatřen výkyvnou vačkou, která se při rychlém zatížení lana pootočí a tím sevře lano a dojde k brzdění. Lano je pak automaticky sevřeno a drženo dokud zatížení trvá. Používání Grigri je třeba dobře nacvičit, chybné použití může být nebezpečné. Zejména je třeba vložit lano správným směrem a vačka se musí volně pohybovat. Velkou výhodou Grigri je v podstatě automatické brzdění i v případě, kdy je jistící horolezec neschopen lano držet. K uvolnění zablokovaného lana v Grigri slouží plastová páčka, například ke spouštění visícího lezce. Dalším vývojem je geometricky poněkud upravené Grigri 2, které lze používat s moderními tenčími lany.
Grigri a Grigri 2 zkonstruovala francouzská firma Petzl, zabývající se výrobou horolezeckého a jeskyňářského vybavení a výstrojí pro práci ve výškách.